# Ілішуа (Бістріца-Несеуд)
Ілішуа (рум. Ilișua) — село у повіті Бистриця-Несеуд в Румунії. Входить до складу комуни Уріу.
Село розташоване на відстані 346 км на північний захід від Бухареста, 32 км на захід від Бистриці, 61 км на північний схід від Клуж-Напоки.

## Населення
За даними перепису населення 2002 року у селі проживали 860 осіб.
Національний склад населення села:
| Національність | Кількість осіб | Відсоток |
| -------------- | -------------- | -------- |
| румуни         | 808            | 94,0%    |
| угорці         | 51             | 5,9%     |

Рідною мовою назвали:
| Мова      | Кількість осіб | Відсоток |
| --------- | -------------- | -------- |
| румунська | 810            | 94,2%    |
| угорська  | 49             | 5,7%     |